# Voltor dorsiblanc africà
El voltor dorsiblanc africà (Gyps africanus) és un voltor del Vell Món, per tant un rapinyaire, de la família dels accipítrids (Accipitridae). Està molt relacionat amb el voltor comú europeu. El seu estat de conservació es considera en perill crític d'extinció.

## Morfologia
- Voltor de grandària mitjana, fa una llargària de 78 - 90 cm, amb 197 - 229 cm d'envergadura i un pes de 4,2 – 7,2 quilograms.[5]
- És un voltor típic, amb el cap i el coll cobert de plomissol blanc, ales amples.
- D'un color general marró amb la gropa blanca. Cua fosca.
- Ulls bruns i potes fosques.
- Collaret blanc de plomes a la base del coll.
- Joves més foscos.

## Hàbitat i distribució
Principalment a zones obertes per tota l'Àfrica subsahariana, a excepció de les zones de selva, les zones extremadament àrides i la part meridional de Sud-àfrica.

## Alimentació
Aquest rapinyaire és un necròfag, que s'alimenta de restes animals que troba per la sabana però també de deixalles dels assentaments humans. Sovint es mou en bandades.

## Reproducció

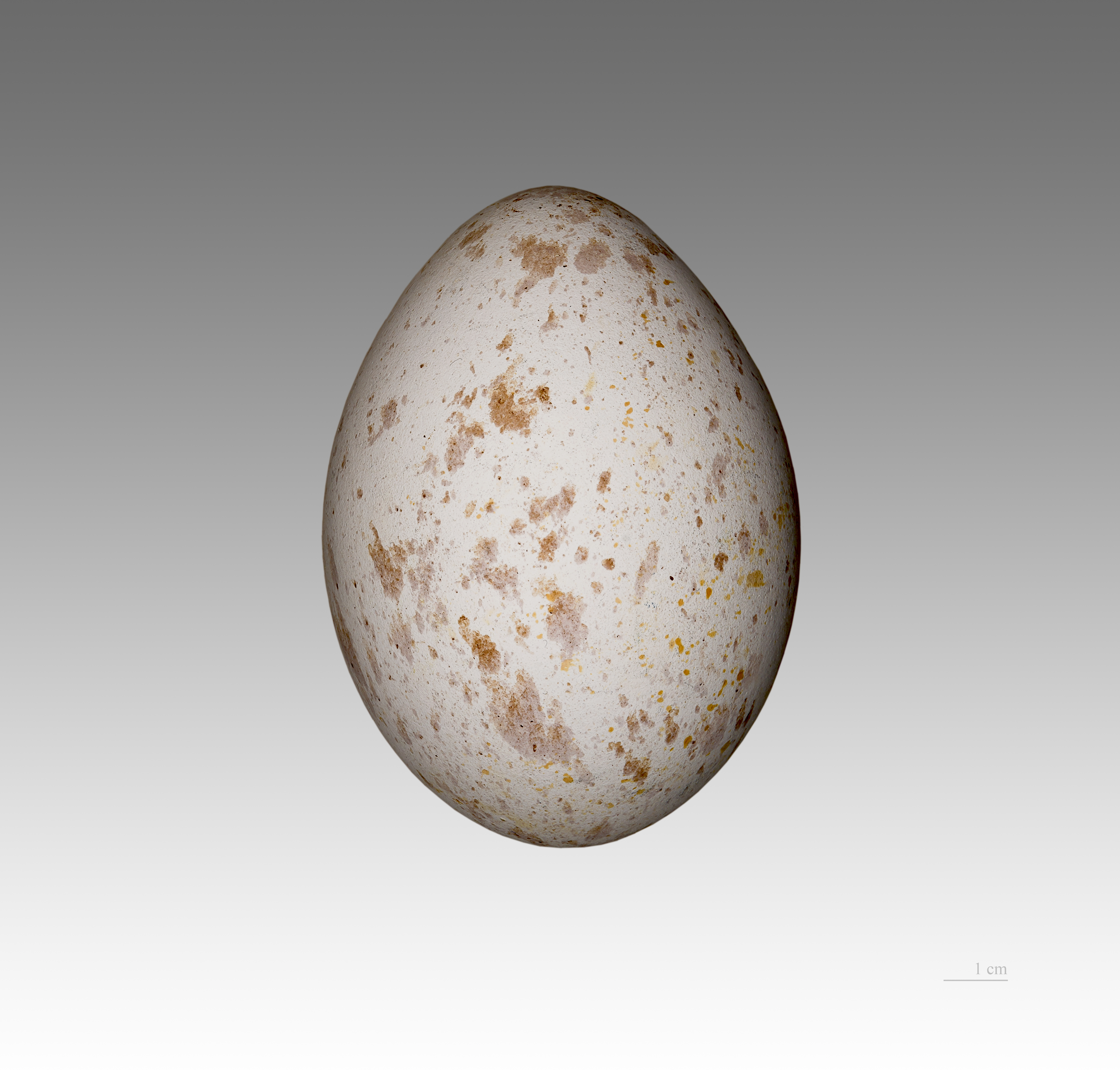
Ou

Cria normalment en colònies de 5 a 20 parelles, als arbres de la sabana, normalment durant l'estació seca. Ponen un únic ou que cova la femella durant 56 – 58 dies. Mentre el pollet roman al niu (120 – 130 dies) el mascle aporta els aliments regurgitant.

## Estatus
Més rar del que es creia, el seu estat de conservació ha estat revisat i apareix a la Llista Vermella de la UICN 2007, com gairebé amenaçat.